# 哈特贝格附近霍夫基兴
哈特贝格附近霍夫基兴是奥地利施蒂利亚州哈特贝格县的一个市镇。总面积6.62平方公里，总人口632人，人口密度95.5人/平方公里（2005年）。